# Christie’s
Christie’s – angielski dom aukcyjny założony w 1766 w Londynie przez Jamesa Christie, w 1998 przejęty przez francuską Groupe Artémis. Instytucja posiada swoje oddziały w wielu miastach, m.in. w Hongkongu, Nowym Jorku, Los Angeles, Paryżu i w Dubaju.

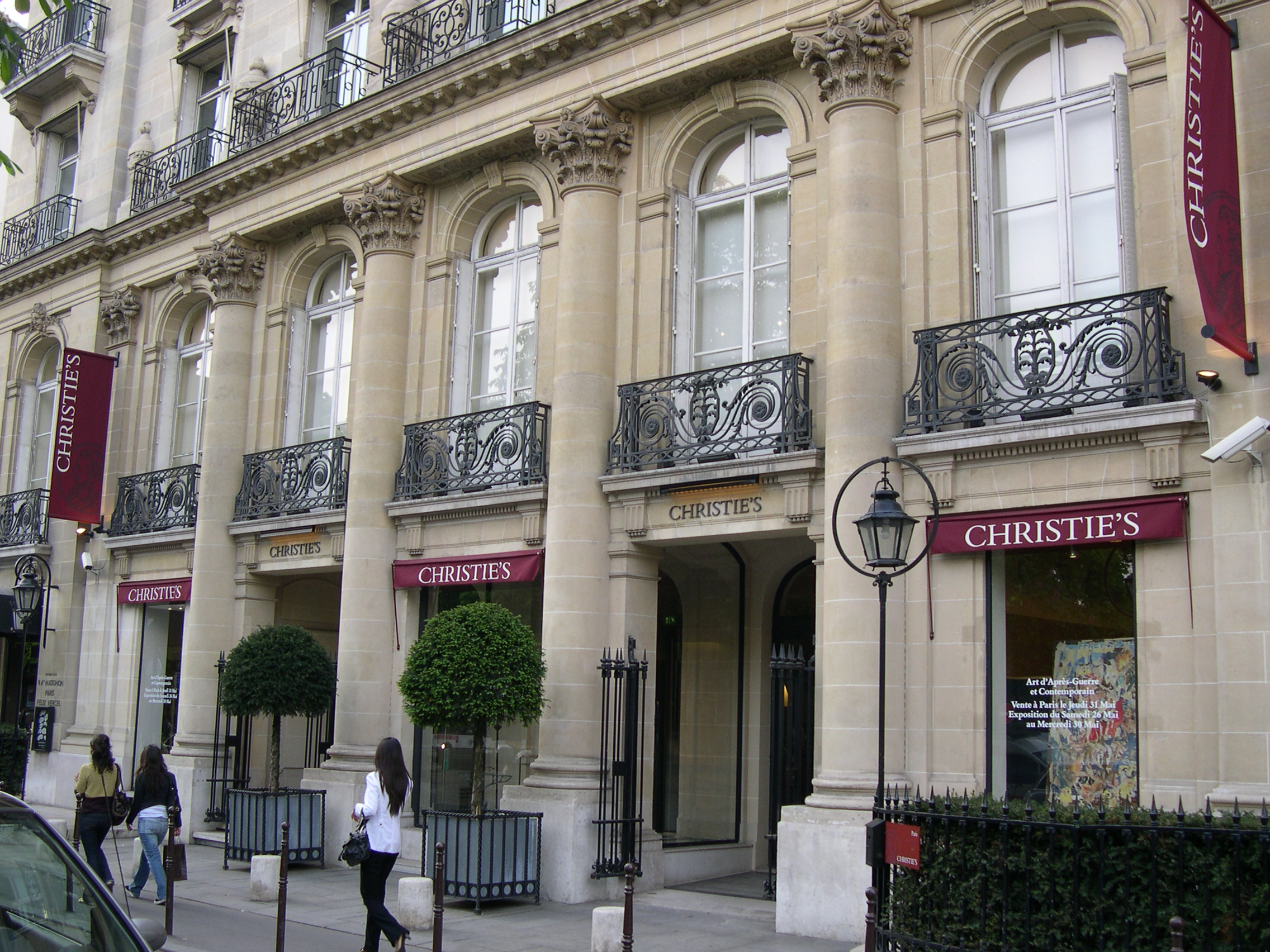
Christie’s, filia w Paryżu (2007)

Christie’s szybko osiągnął pozycję głównego angielskiego domu aukcyjnego, wykorzystując sytuację międzynarodową, gdy w II poł. XVIII w. Londyn stał się centrum światowego handlu dziełami sztuki, ze względu na trudną sytuację w Paryżu po rewolucji francuskiej (1789–1799). 
Dom aukcyjny Christie’s był spółką publiczną, obecną na londyńskiej giełdzie od 1973 do 1999 roku, kiedy to przejął ją Francuz François Pinault. Obecnie Christie’s jest największym domem aukcyjnym na świecie pod względem przychodów, wyprzedza odwiecznego rywala – Sotheby’s. 
Na aukcjach w tej instytucji można było znaleźć dzieła i przedmioty osobiste takich postaci jak Leonardo da Vinci, Rembrandt, Napoleon Bonaparte, Pablo Picasso, Marilyn Monroe czy Diana, księżna Walii. 
W 2017 r. podczas licytacji w Christie’s sprzedano obraz Zbawiciel świata Leonarda da Vinci za 450 mln dolarów, co ustanowiło ówczesny rekord najdrożej sprzedanego dzieła sztuki w historii.